# Кобышев, Фёдор Кириллович
Фёдор Кириллович Кобышев — советский хозяйственный деятель, Герой Социалистического Труда.

## Биография
Родился в 1929 году в селе Высоцком. Член КПСС.
В 1946—1948 — рабочий леспромхоза.
В 1948—1951 — рабочий, бурильщик на нефтепромыслах в Губахе Молотовской области.
В 1951—1994 — бурильщик Песчано-Уметской конторы бурения, начальник цеха конторы опробования скважин, начальник нефтеразведки номер 2 треста «Саратовнефтедобыча»
Указом Президиума Верховного Совета СССР от 19 марта 1959 года присвоено звание Героя Социалистического Труда с вручением ордена Ленина и золотой медали «Серп и Молот».
Делегат XXII съезда КПСС.
Умер в 2007 году в Саратове.

## Награды и звания
- Герой Социалистического Труда (11.03.1959)
- Орден Ленина (11.03.1959)